# 11754 Гербіг
11754 Гербіг (11754 Herbig) — астероїд головного поясу, відкритий 24 вересня 1960 року.
Тіссеранів параметр щодо Юпітера — 3,290.